# Morte di Igor' Korneljuk e Anton Vološin
Igor' Korneljuk, un corrispondente della televisione di stato russa, e Anton Vološin, un tecnico del suono, erano con un gruppo di separatisti ribelli della Repubblica Popolare di Lugansk durante la guerra di Donbass che stavano sfollando i civili, quando vennero colpiti da un colpo di mortaio, lanciato dalle forze armate ucraine, vicino a Metalist, Slov"janoserbs'kyj rajon, Ucraina, il 17 giugno 2014. Furono uccisi nell'attacco, insieme a 5 ribelli. Il cameraman Viktor Denisov non fu ferito durante l'attacco.
Una pilota militare ucraina, Nadija Savčenko, che fungeva da istruttrice con un'unità di fanteria volontaria, il Battaglione Aidar, fu fatta prigioniera dalle forze ribelli presso il territorio dei combattenti separatisti, portata in Russia e condannata a 22 anni di reclusione presumibilmente per la direzione dei colpi di mortaio e per aver varcato illegalmente i confini russi. Dopo due anni di carcerazione, fu rilasciata durante uno scambio di prigionieri in Ucraina.

## Igor' Korneljuk

### Carriera
Igor' Vladimirovič Korneljuk (in russo Игорь Владимирович Корнелюк?) si diplomò all'istituto di cultura di San Pietroburgo. A partire dal 1998 lavorò come corrispondente a "Yamal" e fu il capo del consiglio di redazione di programmi per bambini. Korneljuk fu impiegato come corrispondente per VGTRK, un'emittente di proprietà dello stato russo, presso la quale lavorò per 15 anni. Korneljuk lavorò fianco a fianco con Anton Vološin, nel riferire gli avvenimenti che si verificarono durante il conflitto filorusso nell'Ucraina orientale.

### Morte
Dopo l'attacco da parte delle forze ucraine, Igor' Korneljuk fu portato all'ospedale regionale di Lugansk da separatisti filorussi. All'ospedale gli fu diagnosticata la presenza di ustioni al viso e di ferite causate da frammenti di proiettili all'addome e alle gambe. Sarebbe morto al pronto soccorso dopo solo 35 minuti. Igor' Korneljuk morì il 17 giugno 2014 nella città di Luhans'k, Ucraina. Igor' Korneljuk ha lasciato la moglie Ekaterina Korneljuk e una figlia; la sua famiglia e i suoi amici si sono riuniti per dargli l'ultimo saluto a Mosca.

## Anton Vološin

### Carriera
Anton Dmitrievič Vološin (in russo Антон Дмитриевич Волошин?) fu impiegato come tecnico del suono per VGTRK, un'emittente di proprietà dello stato russo. Anton lavorò a fianco di Igor' Korneljuk, nel riferire gli eventi che si verificarono durante le proteste filorusse nell'Ucraina orientale.

### Morte
Anton Vološin fu ucciso il 17 giugno 2014, sulla scena dell'attacco di mortaio a Metalist, Slov"janoserbs'kyj rajon, Ucraina. In un primo momento Vološin fu dato per disperso, fino a quando ciò che rimaneva del suo corpo fu trovato da Viktor Denisov, un cameraman rimasto illeso nell'attacco.

## Detenzione e sentenza di Nadija Savčenko
Dopo l'avvenimento, i procuratori russi incaricarono la pilota di elicotteri dell'aviazione ucraina, Nadija Savčenko di contribuire nelle ricerche sulle morti di Igor' Korneljuk e Anton Vološin. Pur avendo un alibi (fu catturata dai ribelli un'ora dopo l'attacco di mortaio, stando a quanto riportano i dati relativi alla fatturazione del telefono), fu accusata di aver informato le forze ucraine della posizione dei giornalisti. Un verdetto di colpevolezza fu emesso il 20 marzo 2016, e fu condannata il giorno successivo a 22 anni. Il 25 maggio 2016, i governi russi e ucraini fecero uno scambio di prigionieri, e Savčenko fu rilasciata e volò per Kiev mentre i due prigionieri russi detenuti nella prigione ucraina furono rilasciati alla Russia.

## Impatto
Le morti di Igor' Korneljuk e Anton Vološin si aggiungono alla crescente lista dei nomi dei giornalisti, i quali furono uccisi durante guerra del Donbass. La regione orientale dell'Ucraina è stata considerata "trappola dei giornalisti". Portando a molte richieste d'intervento per aiutare a proteggere le vite dei giornalisti nelle maggiori aree di conflitto, come nell'Ucraina orientale.

## Reazioni

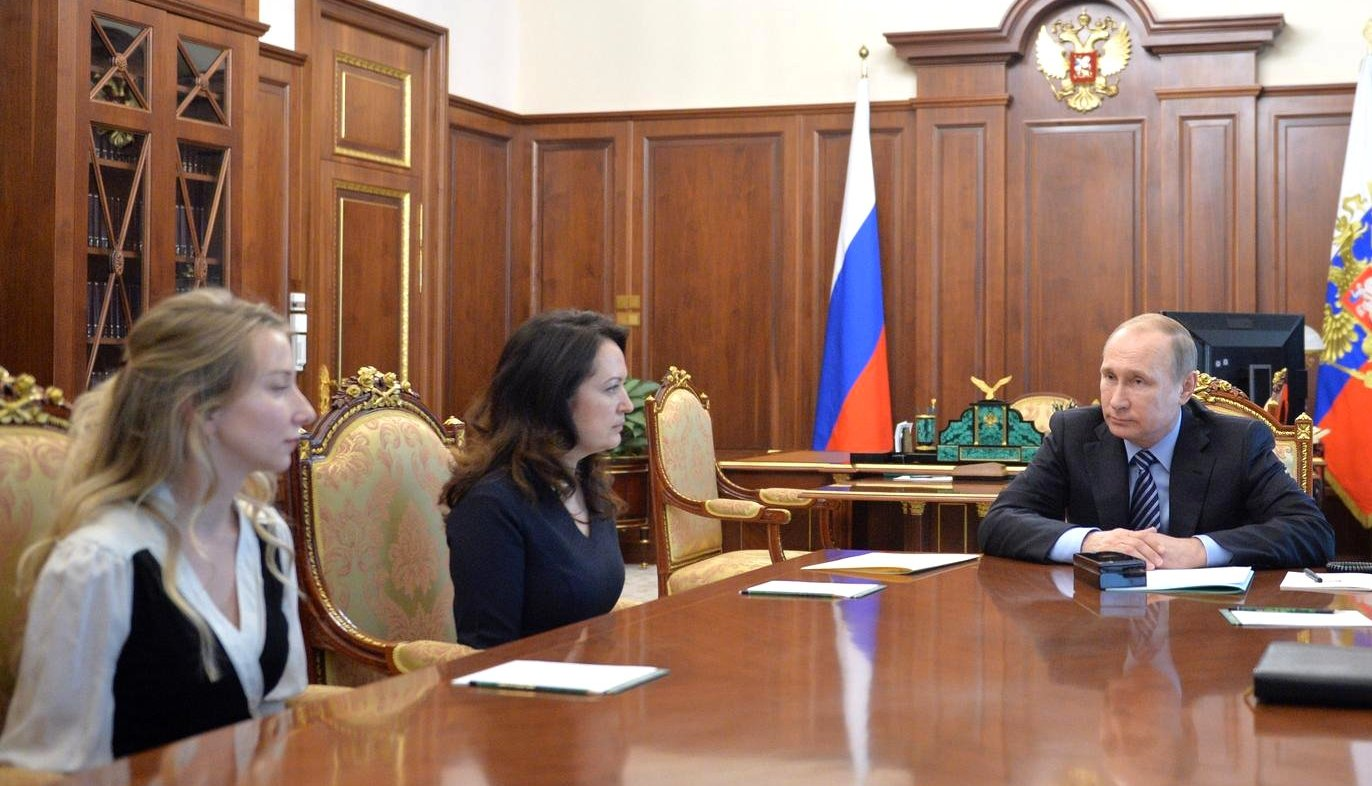
Vladimir Putin incontra Marianna Vološina e Ekaterina Korneljuk

Dunja Mijatović, rappresentante per la libertà dei media dell'OSCE, in merito all'avvenimento dichiarò che: «Questa morte è un altro orribile promemoria che non è abbastanza ciò che si sta facendo per proteggere i giornalisti che rischiano le proprie vite per fornire resoconti sulle zone di conflitto in Ucraina». Un'indagine sull'avvenimento avviata dal comitato investigativo russo dichiarò tale fatto come un caso criminale. Il primo ministro Dmitrij Medvedev espresse la propria rabbia contro il governo ucraino affermando che dovrebbero essere ritenuti gli unici responsabili dell'omicidio. Condannando gli omicidi come "crimini delle forze ucraine".
Irina Bokova, direttore generale dell'UNESCO, il 19 giugno 2014, denunciò l'omicidio del giornalista russo Igor' Korneljuk e del tecnico del suono Anton Vološin, dichiarando «Sono profondamente scioccata dalla morte dei giornalisti Igor' Korneljuk, e Anton Vološin. Invito tutte le parti a rispettare il civile stato dei giornalisti e a lasciare realizzare loro le loro importanti attività in condizioni sicure in linea con la Convezione di Ginevra e i suoi protocolli.»
Il presidente ucraino Petro Porošenko promise un'indagine sulle morti dei giornalisti. In una conversazione con Vladimir Putin, Porošenko espresse le sue condoglianze alle famiglie dei giornalisti.

## Premi
Sia Igor' Korneljuk sia Anton Vološin furono premiati con una medaglia per il coraggio dal Cremlino.